# Kim Il-jin
Kim Il-jin (* 1956 in Manpo) ist ein nordkoreanischer Dirigent.
Er studierte Cello an der Universität für Musik und Tanz in Pjöngjang und Dirigieren am Moskauer Konservatorium. In Deutschland besuchte er Dirigierkurse. Für sein Dirigat erhielt er 1985 in West-Berlin einen 2. Preis (der 1. Preis wurde nicht vergeben) beim internationalen Wettbewerb der Herbert von Karajan-Stiftung.
Er ist Dirigent des Yun I Sang Philharmonic Orchestra (kor. 윤이상관현악단 Yun I-sang kwanhyŏn aktan), einem Kammerorchester in Pjöngjang, welches er 1990 gegründet hatte.
| Personendaten    | Personendaten                                                                            |
| ---------------- | ---------------------------------------------------------------------------------------- |
| NAME             | Kim, Il-jin                                                                              |
| ALTERNATIVNAMEN  | 김일진 (Hangeul); Gim, Il-jin (revidierte Romanisierung); Kim, Iljin (McCune-Reischauer) |
| KURZBESCHREIBUNG | nordkoreanischer Dirigent                                                                |
| GEBURTSDATUM     | 1956                                                                                     |
| GEBURTSORT       | Manpo                                                                                    |